# Район 60-річчя Жовтня
Район 60-річчя Жовтня (крим. Oktâbrniñ 60 yıllığı rayonı) або район Залісся — великий житловий масив у місті Сімферополь, в Центральному районі міста.

## Опис
Розташований на південно-західній околиці міста вздовж вулиці 60-річчя Жовтня, від вулиці Гавена до кільця біля 7-ї міської лікарні. На півдні межує з районами Новий Бор-Чокрак (Фонтани) та Новомиколаївка, на сході з забудовою районів Новороманівка та Бор-Чокрак (Заводське), на півночі з забудовою вулиці Російська, на сході зі хвойним лісом.
Масив об'єднує кілька великих вулиць, пов'язаних між собою єдиним транспортним маршрутом, та ділиться на мікрорайони:
- Мікрорайон вул. Заліської — центральна частина навколо однойменної вулиці.
- Мікрорайон 7-ої міської лікарні — територія за вулицею 1-ї Кінної Армії, де знаходиться найбільша міська клінічна лікарня № 7, при якій знаходиться один із трьох пологових будинків кримської столиці.[1]
- Промзона Кримелектромонтаж.

Головні вулиці: 60-річчя Жовтня, Заліська, Барикадна, Аральська, 1-ї Кінної Армії, Заліський та Барикадний провулки.
В районі знаходиться Сквер 50-річчя СРСР (більш відомий як парк на Заліській), Бібліотека-філія №3 ім. І. П. Котляревського, Свято-Катерининський храм, школи № 4, № 15 та гімназія № 11, дитячі садочки № 47, № 85, № 86 та № 88.
На розі двох найбільших вулиць знаходиться Заліський ринок, що складається з продуктового та ринка автомобільних запчастин, що досить популярний у сімферопольців. Також на перехресті вулиці Заліською з аральською у вихідні проводяться ярмарки.
На кільці біля 7-ї міської лікарні знаходиться кінцева зупинка тролейбусів № 4 та № 9.
Головною перевагою багато жителів району вважають можливість відвідувати хвойний ліс, що відокремлює житлові масиви Новомиколаївка, Пневматика, Чумакарську балку та село Новомиколаївка. На його території, одразу за вулицею Аральська, знаходяться будинок дитини «Ялинка» та дитячий садок «Лісова казка».
Проблемою району є водопостачання, мешканці будинків у районі вулиці Заліської довгі роки змушені миритися з подачею води за графіком.

## Історія
Район формувався досить довго. Перші малоповерхові приватні будинки датуються 1950-1960-ми роками, коли місто почало розширюватися на південь.
У 1957 році до міста увійшло село Бор-Чокрак (Заводське), пізніше Новороманівка, і таким чином незабудована територія на їхніх західних окрайках стала територію нової багатоповерхової забудови.
У 1960-ті роки тут з'явилися перші п'ятиповерхівки «хрущівки».
У 1972 році був відкритий сквер 50-річчя СРСР.
У 1975 році була закладена 7-а міська лікарня, а у 1977 році частина вулиці Російська, на якій починалася багатоповерхова забудова, була перейменована на вулицю 60-річчя Жовтня, таким чином масив отримав свою назву.
Вже у 1970-1980-х район був остаточно забудований 9 поверховими багатоквартирними панельними будинками.
7-ою міськлікарнею закінчувалося аж до 1990-років, коли з поверненням з депортації кримських татар були закладені нові райони.
У 2000-ні роки з'явилася проблема з забудовою лісу поруч з районом, проти чого неодноразово протестували місцеві мешканці.
У 2007 році Митрополит Сімферопольський і Кримський Лазар звершив чин закладки першого каменя Свято-Катерининський храму біля Заліського ринку.